# 100 Grados
"100 Grados" (em português: 100 graus) é um single do terceiro álbum de estúdio, intitulado de Brava, da cantora argentina Lali Espósito com a participação do cantor e produtor peruano A.CHAL. A composição é assinada pelos próprios intérpretes com a adição de um grupo formado por: Feid, Stiven Rojas, Rolo, Mosty, Nano Novello, Luis Burgio, Peter Akselrad, Kevin Mauricio Jiménez, Bryan Snaider Lezcano, Jowan Espinosa, Juan Pablo Piedrahita e Daniel Giraldo, com a produção de produtores que já haviam trabalhado com Espósito, a equipe 3musica, e a produtora colombiana Icon Music. A faixa foi lançada oficialmente em 13 de abril de 2018 sob o selo da Sony Music Entertainment Argentina.

## Produção e composição
A faixa sendo uma mescla de pop latino com influências da música urbana com aditivos do EDM se torna um conceito experimental para a cantora que sempre fora introduzida à música pop com influencias do R&B, Hip-Hop e o dance. Tal formato foi proposto pelos colombianos da Icon Music que inicialmente gravou a demo original que mais tarde teve seu refrão e arranjos modificados em Buenos Aires em trabalho com a produtora 3musica, responsável pela maioria dos projetos de Lali.
O título da música só é mencionado apenas uma vez na letra. De acordo com Lali, "resume o tópico (e) representa o que acontece com um casal quando eles se vêem depois de um longo tempo".

## Divulgação
O lançamento foi marcado por uma série de aparições em rádios argentinas em que Espósito se propôs a explicar o conceito do single e tirar dúvidas entre os fãs sobre o assunto e sobre a terceira era da carreira. Para a rádio Vale a artista recebeu uma estrela comemorativa da carreira na calçada da sede da emissora, também gravou vários especiais e entrevistas para revistas como a Billboard Argentina. 
Ainda na semana de estreia Lali viajou para Hong Kong para gravar durante uma semana um programa para a tira "Por el Mundo", apresentada por Marley para o canal aberto Telefe. Após essa viagem Espósito concedeu dias de divulgação do single em rádios e revistas pelo México.

## Vídeo musical
Dirigido por Ariel Winograd e Diego Berakha, o videoclipe cinematográfico estreou na madrugada do dia 13 de abril de 2018 nas plataformas Vevo e Youtube. Lali e Ariel já haviam trabalho juntos quando a mesma protagonizou o filme Permitidos em 2016, dirigido pelo mesmo diretor do clipe. O clipe foi filmado com "grande precisão técnica" e mostra versões múltiplas de Lali e A.CHAL, que aparecem e desaparecem no ritmo das batidas, "criando uma experiência nova e única". Ao gerar um "onírico e cheio de cadências atmosfera ", os diretores consegue representar a essência da música.

## Desempenho
| Paradas musicais (2018)                 | Melhor Posição |
| --------------------------------------- | -------------- |
| Argentina Nacionalidad (Monitor Latino) | 3              |
| Argentina Latin (Monitor Latino)        | 19             |
| Argentina (Monitor Latino)              | 19             |
| Equador (National-Report)               | 53             |
| México Español Airplay (Billboard)      | 14             |
| México Airplay (Billboard)              | 30             |
| Uruguai (Monitor Latino)                | 14             |